# Prądy (Dąbrowa)
Prądy  (dt. Brande) ist eine Ortschaft in Oberschlesien. Das Dorf liegt in der Gemeinde Dambrau (Dąbrowa) im Powiat Opolski (Kreis Oppeln) in der Woiwodschaft Oppeln in Polen.

## Geographie

### Geographische Lage
Prądy liegt im Westen der historischen Region Oberschlesien. Das Straßendorf etwa vier Kilometer südwestlich vom Gemeindesitz Dambrau und zehn Kilometer westlich von der Kreisstadt und Woiwodschaftshauptstadt Opole (Oppeln). Durch das Dorf verläuft die Droga wojewódzka 435. Nördlich des Dorfes verläuft die Autobahn Autostrada A4. Nördlich des Dorfes liegt das Biosphärenreservat Prądy.

### Nachbarorte
Nachbarorte von Prądy sind im Osten Wawelno (Bowallno), im Südosten Siedliska (Schedliske), im Südwesten Grodziec (Groditz) und im Westen Sosnówka (Kieferkretscham).

## Geschichte

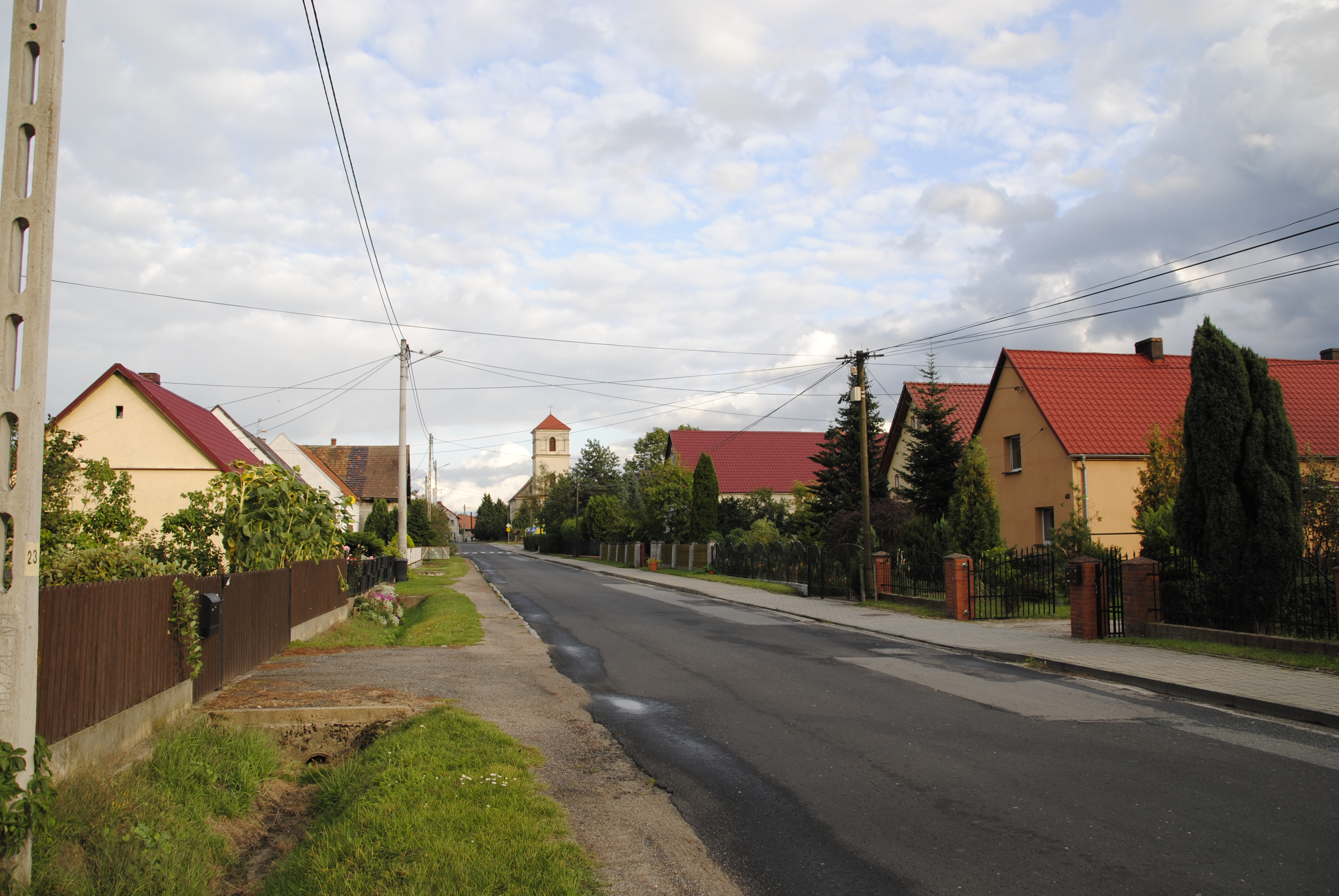
Straßenpartie an der ul. Niemodlinska mit der Kirche St. Hedwig

Das Dorf Brande wurde im Jahr 1272 nach deutschem Recht ausgesetzt. 1447 wird die Pfarrkirche St. Hedwig erstmals erwähnt. 1480 wird der Ort als Prandi erwähnt. 1534 erfolgte eine Erwähnung als Prudy.
Nach dem Ersten Schlesischen Krieg 1742 fiel Brande mit dem größten Teil Schlesiens an Preußen.
Nach der Neuorganisation der Provinz Schlesien gehörte die Landgemeinde Brande ab 1818 zum Landkreis Falkenberg O.S. im Regierungsbezirk Oppeln. 1845 bestanden im Dorf eine katholische Kirche, eine katholische Schule, eine Försterei und 76 Häuser. Im gleichen Jahr lebten in Brande 407 Menschen, davon 169 evangelisch. 1855 lebten 473 Menschen im Ort. 1861 wurde im Ort eine evangelische Schule eingerichtet. 1865 zählte das Dorf zwei Schulzenhöfe, 25 Bauern, acht Gärtner und 13 Häusler. Die einklassige katholische Schule wurde von 80, die einklassige Schule von 44 Schülern besucht. 1874 wurde der Amtsbezirk Brande gegründet, welcher aus den Landgemeinden Brande und Geppersdorf sowie den Gutsbezirken Brande und Geppersdorf bestand. 1885 zählte Brande 460 Einwohner.
1933 lebten in dem Dorf 368 Menschen, 1939 wiederum 341 Menschen. Bis Kriegsende 1945 gehörte der Ort zum Landkreis Falkenberg O.S.
Die Rote Armee rückte am 18. März 1945 in Brande ein. Danach kam der bisher deutsche Ort Brande unter polnische Verwaltung und wurde in Prądy  umbenannt und der Gmina Dąbrowa angeschlossen. Im Juni 1946 wurde die verbliebene deutsche Bevölkerung vertrieben. 1950 kam der Ort zur Woiwodschaft Oppeln. 1999 kam der Ort zum wiedergegründeten Powiat Opolski.

## Sehenswürdigkeiten
- Die römisch-katholische Kirche St. Hedwig (poln. Kościół św. Jadwigi) wurde 1447 erstmals erwähnt. Ein älterer Kirchenbau existierte bereits zuvor, da eine Kirchenglocke die Aufschrift 1339 besaß. Der heutige Bau stammt aus der ersten Hälfte des 19. Jahrhunderts.
- Reste des Denkmals für die Gefallenen des Ersten Weltkriegs